# Lodo van Hamel
Lodewijk Anne Rinse Jetse (Lodo) van Hamel (Nieuwersluis, 6 juni 1915 – Hilversum/Bussumerheide, 16 juni 1941) was een Nederlands luitenant-ter-zee tweede klasse bij de Koninklijke Marine en was lid van het Nederlands verzet tijdens de Tweede Wereldoorlog. Zijn schuilnaam was Willem van Dalen.

## Militaire loopbaan

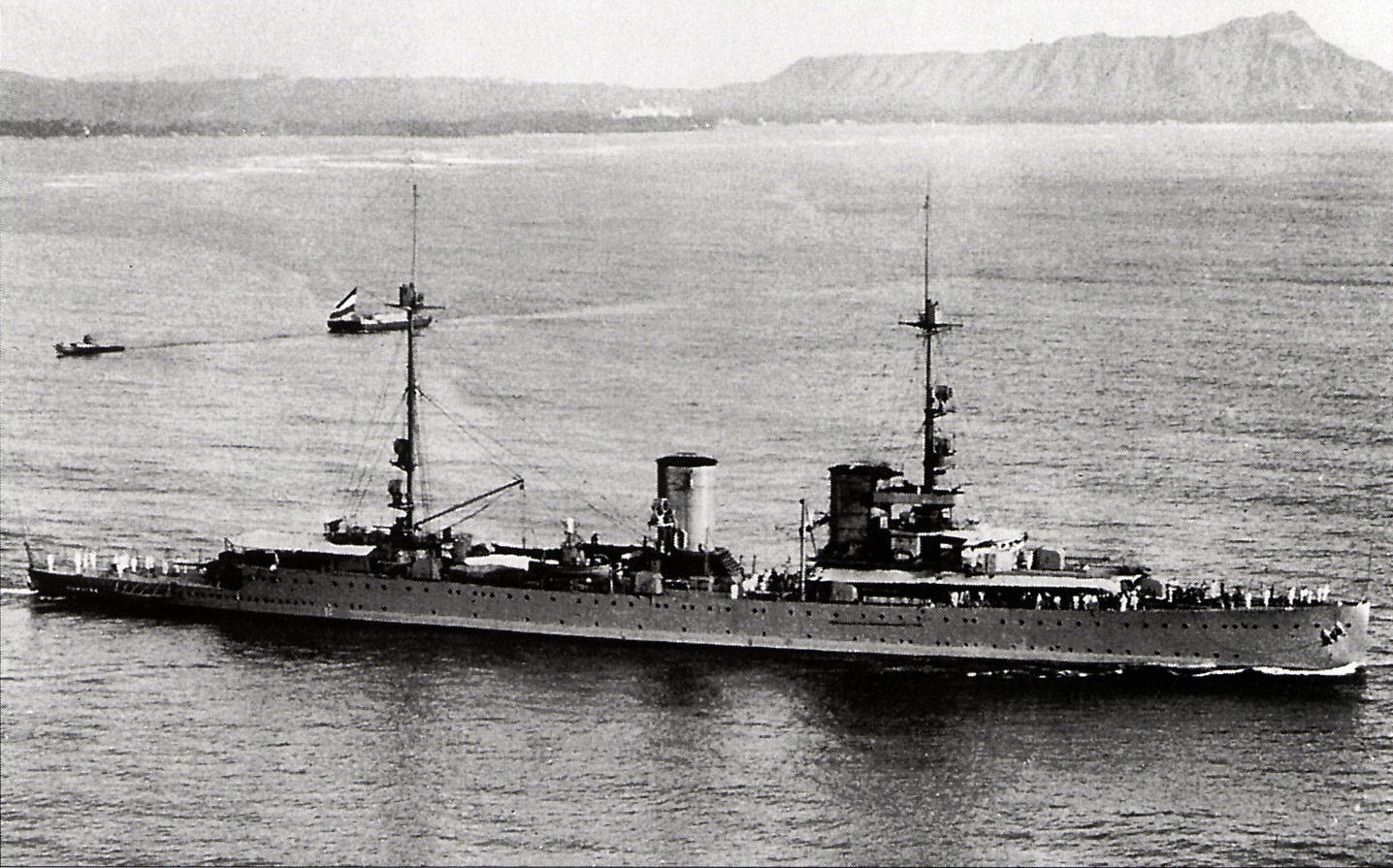
Sumatra, waar Van Hamel op voer

Van Hamel, zoon van jurist en strafrechtdeskundige prof. dr. J.A. van Hamel, volgde het Koninklijk Instituut voor de Marine bij de eerste afdeling voor de zeedienst te Willemsoord en werd in augustus 1935 benoemd tot luitenant-ter-zee derde klasse. Van Hamel werd met ingang van 12 september van datzelfde jaar geplaatst aan boord van het pantserdekschip Gelderland, overgeplaatst op torpedoboot Z8 en met ingang van 7 mei 1937 ter beschikking gesteld. Hij voer vervolgens op de lichte kruiser Sumatra in de Indische wateren en werd in november 1936 bij de onderzeebootdienst geplaatst, waar hij werd bevorderd tot luitenant-ter-zee tweede klasse. Hij keerde op 19 juli 1939 van Batavia naar Nederland terug met het schip Slamat.

## Rol in het verzet
Van Hamel was bij het uitbreken van de Tweede Wereldoorlog in Nederland, in mei 1940, toegevoegd marine-officier in het fort te IJmuiden. Hij nam deel aan de evacuatie van het Britse leger uit Duinkerke als commandant van Hr. Ms. motorsloep M74. Op 14 mei 1940 bereikte hij Engeland.
François van 't Sant, het hoofd van de Inlichtingendienst in Londen, vroeg hem als geheim agent naar Nederland terug te keren om een betrouwbare radioverbinding met Londen tot stand te kunnen brengen en een spionagegroep op te richten. Van Hamel werd op 27 augustus 1940 als eerste geheim agent boven Nederland gedropt, bij Hillegom. Hij slaagde erin een groep medewerkers te verzamelen, waaronder een marconist. Hij mocht in het huis van oud-GS III-medewerker Jo Allers, De Perponcherstraat 94 in Den Haag, een antenne opzetten om radioberichten te verzenden. De bankier Emile Ernst Menten was bereid de activiteiten te financieren en er was zelfs een Duitse militair die hielp om aan papieren en vervoer te komen. Gegevens over Duitse schepen in de Rotterdamse haven, vliegvelden en militaire opslagplaatsen alsmede informatie over "foute" Nederlandse bedrijven werden doorgegeven. Ook waren er spoedig vier naast elkaar functionerende spionagegroepen.

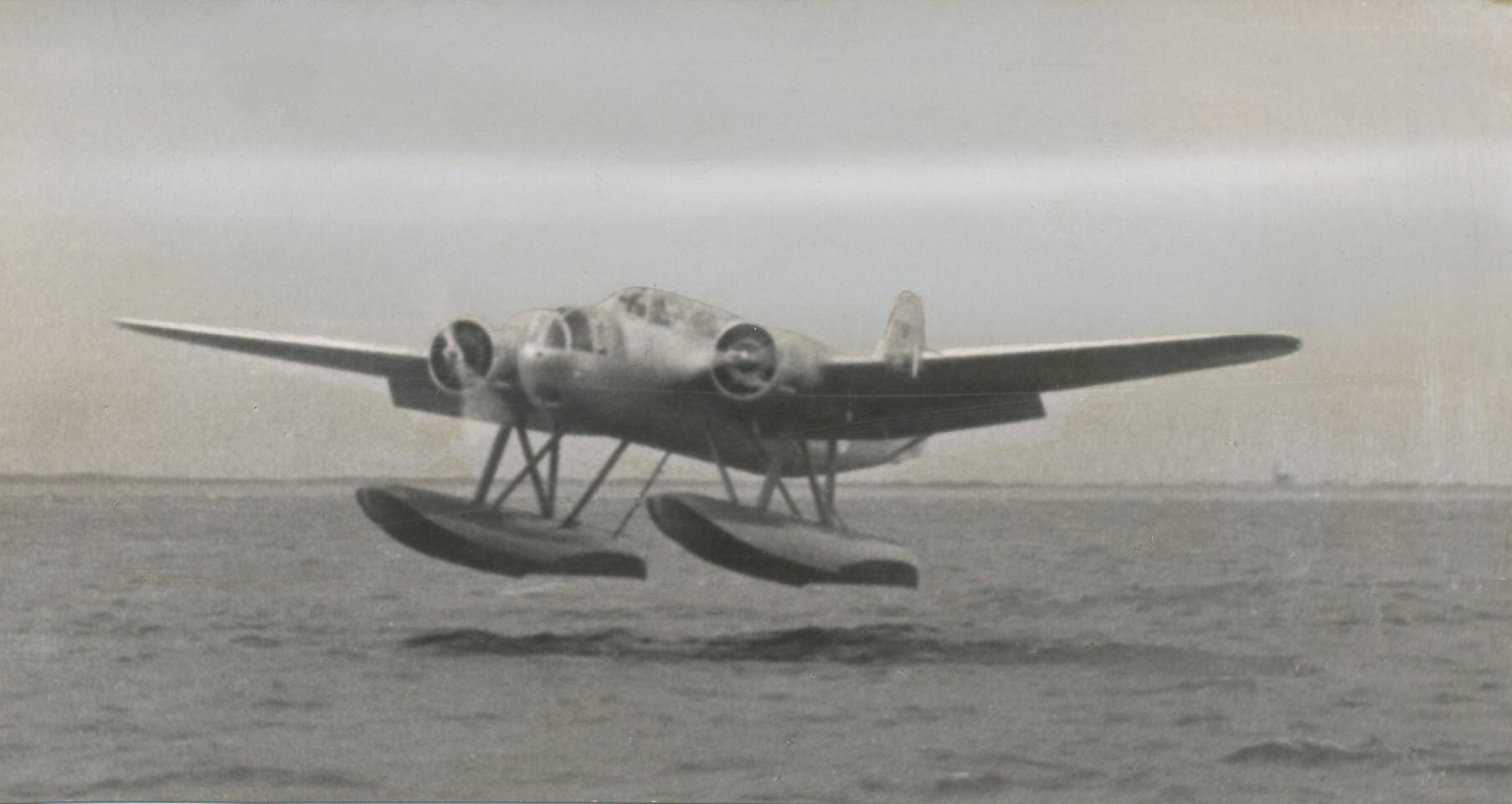
Een Fokker T.VIIIw watervliegtuig

Van Hamel had nu zijn taak volbracht en volgens plan zou hij terugkeren naar Londen en daar voor de inlichtingendienst gaan werken. Zijn meegegeven vervalste paspoort was van slechte kwaliteit en de vrees voor arrestatie was groot. In de nacht van 13 oktober 1940 zou hij met vier anderen door een watervliegtuig van 320 Dutch Squadron RAF worden opgepikt op het Tjeukemeer in Friesland. De groep was vermomd als ornithologen die de vogeltrek kwamen bestuderen in een bootje. De gehele nacht wachtte men voor niets en de volgende nacht kon piloot Heije Schaper wegens grondmist niet landen. Een koffer met spionagemateriaal werd verstopt op een eilandje in het meer. Weer teruggekeerd aan wal werd de groep gearresteerd door twee Nederlandse politieambtenaren. De groepsleden poogden de politieambtenaren over te halen hen te laten gaan, maar een van hen, een wachtmeester van de Marechaussee, had zijn pro-Duitse superieur al in kennis gesteld van de arrestatie en de Duitsers waren gealarmeerd. Toen Schaper later die nacht weer poogde te landen op het Tjeukemeer werd zijn Fokker T.VIIIw beschoten door een mitrailleur en Duits afweergeschut. Schaper slaagde er ternauwernood in met het zwaar beschadigde vliegtuig en twee gewonde bemanningsleden te ontkomen naar Engeland.. Er is in het dorp Oosterzee aan het Tjeukemeer een plaquette geplaatst over Van Hamel

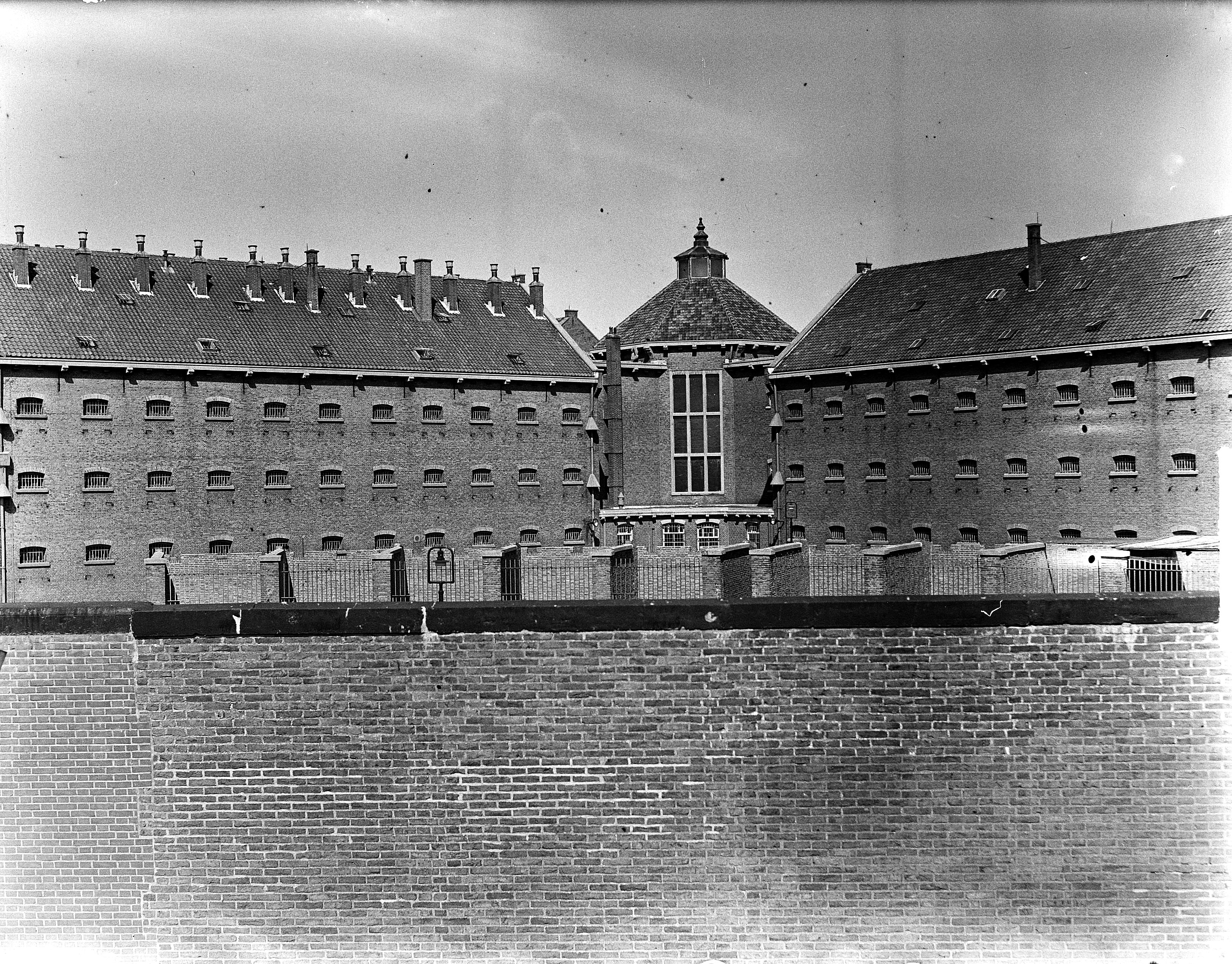
Cellenbarakken Strafgevangenis Scheveningen

De opgepakte groep, bestaande uit Van Hamel, Hans Hers, Jean Mesritz, Marion Smit en prof. Lourens Baas Becking werd overgebracht naar het Huis van bewaring te Leeuwarden en vandaar naar het Oranjehotel in Scheveningen. 
Van Hamel was de eerste opgepakte geheim agent in het zgn.Englandspiel.
De verstopte koffer was door de politie gevonden en aan de Duitsers overhandigd. Dit betekende dat alle activiteiten van Van Hamel nu bekend waren. In de papieren vonden de Duitsers de naam Allers, waarop na naspeuringen de familie Allers gearresteerd werd. In hun woning vonden de Duitsers enkele codeberichten. Van Hamel werd in het Oranjehotel wekenlang ondervraagd onder meer door Joseph Schreieder, hoofd van de afdeling Abwehr IIIF(militaire inlichtingendienst). Van Hamel werd zwaar gemarteld, maar liet niets los over zijn opdrachtgevers en zendcode. De Duitsers arresteerden daarop de Nederlandse codespecialist Henri Koot, maar deze verklaarde niet in staat te zijn de berichten te decoderen.
Pas toen de Duitsers Van Hamel dreigden zijn ouders te zullen arresteren, vertelde hij bij Hillegom te zijn gedropt. De Duitsers geloofden hem pas toen hij hen wees waar hij zijn parachute had begraven. Verdere gegevens of namen heeft hij niet genoemd. Van Hamel werd met zijn medeverzetsstrijders begin april 1941 berecht in het gebouw van de Hoge Raad te Den Haag. Daarvoor had hij nog tweemaal geprobeerd tevergeefs uit de gevangenis te ontsnappen. Tijdens het proces bleef hij standvastig en weigerde enig gegeven prijs te geven. Hij sprak: "Als goed Nederlandse officier eis ik het recht op, datgene niet aan de vijand mee te delen wat het land kan schaden." Van Hamel werd veroordeeld tot de doodstraf; zijn naaste medewerker Hans Hers kreeg levenslang. Jo Allers kreeg 10 jaar; Jean Mesritz 3 jaar; Smit en Baas Becking werden vrijgesproken.
De vader van Van Hamel was jurist en strafrechtdeskundige en deed pogingen om gratie voor hem te verkrijgen. Hij wendde zich tot het college van secretarissen-generaal (de hoogste Nederlandse ambtenaren), maar zonder resultaat. Via de Zweedse ambassade in Berlijn, die de Nederlandse belangen behartigde, probeerde de Nederlandse regering vervolgens tot een uitwisseling te komen met een Duitse agent die in Engeland was gearresteerd, maar dit ging op bevel van Hitler niet door. Op 16 juni 1941, 10 dagen na zijn 26e verjaardag, werd Van Hamel op de Bussumerheide gefusilleerd en vervolgens werd zijn stoffelijk overschot in Driehuis-Westerveld gecremeerd. De overlijdensadvertentie stond op 21 juni in De Telegraaf.
In diverse Nederlandse kranten, waaronder De Telegraaf van 29 juni, werd eind juni op gezag van het ANP gemeld: "Een vroegere Nederlandsche officier, die heimelijk naar Nederland teruggekeerd was, hier onder een valschen naam verbleef, militaire inlichtingen verzamelde en ze naar het vijandelijke buitenland doorgaf, werd door een Duitsche militaire rechtbank ter dood veroordeeld. Het vonnis is met den kogel voltrokken." De Amigoe di Curaçao signaleerde op 26 juli 1941 de overlijdensadvertentie en het bericht in De Telegraaf en schreef dat men in Nederland een en ander met elkaar in verband bracht.

## Nasleep
Van Hamels werk werd na zijn dood voortgezet door zijn oudere broer Gerard van Hamel (1911-1944). Deze heeft veel bijgedragen aan de financiering van de diverse opgezette verzetsactiviteiten. Op 10 augustus 1942 werd Gerard echter gearresteerd in het huis van zijn ouders te Baarn. Toen werd ook een groot deel van het door zijn broer opgezette en door hem uitgebouwde netwerk van spionnen opgerold.
Na de oorlog werd de urn met de as teruggevonden op het Hegerfriedhof in Osnabrück. Deze werd in 1952 op de Eerebegraafplaats in Bloemendaal bijgezet.

### Postume onderscheidingen
- Britse onderscheiding 'Mentioned in Dispatches' voor zijn evacuatiewerk in Duinkerke (1946).
- Militaire Willems-Orde (ridder 4e klasse): Koninklijk Besluit van 4 oktober 1946 nummer 37.
- Verzetsherdenkingskruis

### Verdere herdenkingsplaatsen
- De Marinier is een monument ter ere van Lodo van Hamel en zijn broer Gerard van Hamel in Baarn.[15]
- Lodo van Hamel wordt als een van de zes namen (tot 2007: vier namen, tot 2024 vijf)) genoemd op het Gedenkkruis voor verzetsmensen op de Bussumerheide.[1][16]
- Op 6 juni 2003[17] werd een schelpenpad dat langs het Tjeukemeer loopt genoemd naar Lodo van Hamel. De officiële opening werd verricht door zijn kompaan Hans Hers, destijds 85 jaar oud, die een informatiebord onthulde.[18]
- Leidschendam heeft een Lodewijk van Hamelstraat.
- Middelburg kent een Lodo van Hamelstraat.
- Rotterdam kent een Gebroeders van Hamelpad.

### Boeken, film
- Naar aanleiding van de arrestatie van Lodo van Hamel en diens medestanders schreef de Friese schrijver Rink van der Velde de novelle De fûke (1966); vertaald in het Nederlands als De fuik, en in het Engels als The trap. De novelle werd verfilmd onder de titel De Fûke (2000).
- Willem Frederik Hermans verwijst naar de mislukte afhaaloperatie in Madelon in de mist van het Schimmenrijk.[19]
- Loe de Jong beschrijft de geschiedenis van Lodo van Hamel in zijn magnum opus Het Koninkrijk der Nederlanden in de Tweede Wereldoorlog. In 2012 werd bekend dat hij over het leven van Lodo van Hamel ook een filmscript had geschreven.[20]
- De gebeurtenissen op het Tjeukemeer werden door regisseur Paul Verhoeven en scenarioschrijver Gerard Soeteman verwerkt in Soldaat van Oranje, hoewel Hazelhoff Roelfzema er niet bij betrokken was. Volgens Verhoeven was dit noodzakelijk vanuit dramaturgisch oogpunt: "Erik Hazelhoff Roelfzema's boek heeft geen dramaturgie."[21] In de film speelt een en ander zich overdag af, omdat het te duur zou worden om het hele meer 's nachts uit te lichten.[21]
- In de zomer van 2018 werd op de Marchjepôle, het grootste eiland in het Tjeukemeer, Weispield opgevoerd; een openluchtspel over het Tjeukemeer en Lodo van Hamel, geschreven en geregisseerd door Eelco Venema.[22] Familieleden van Lodo van Hamel bezochten de voorstelling en waren diep onder de indruk.[23]

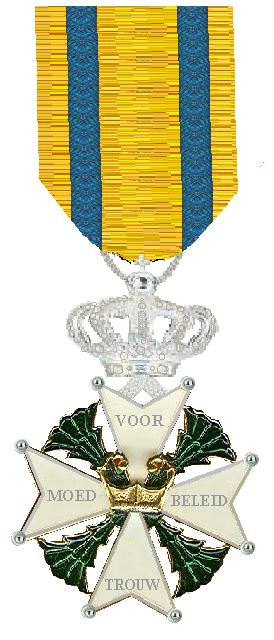
Ridderkruis der Militaire Willems-Orde
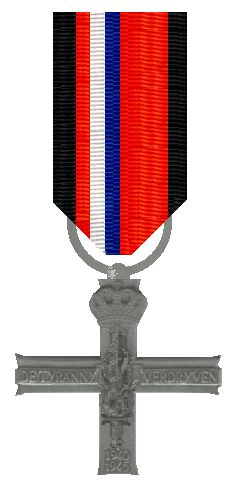
Verzetsherdenkingskruis 1980
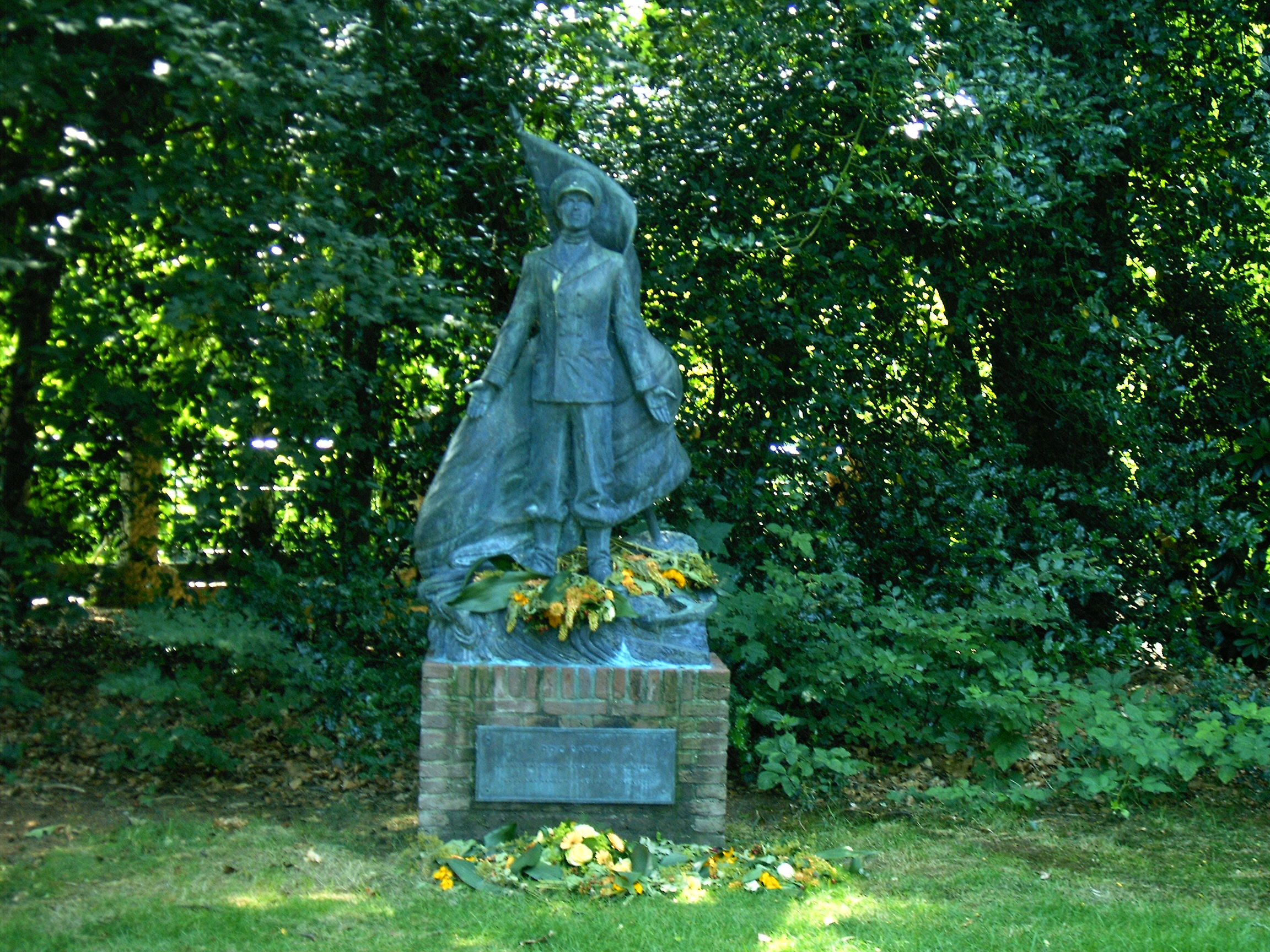
Monument De Marinier, monument ter ere van de gebroeders Hamel
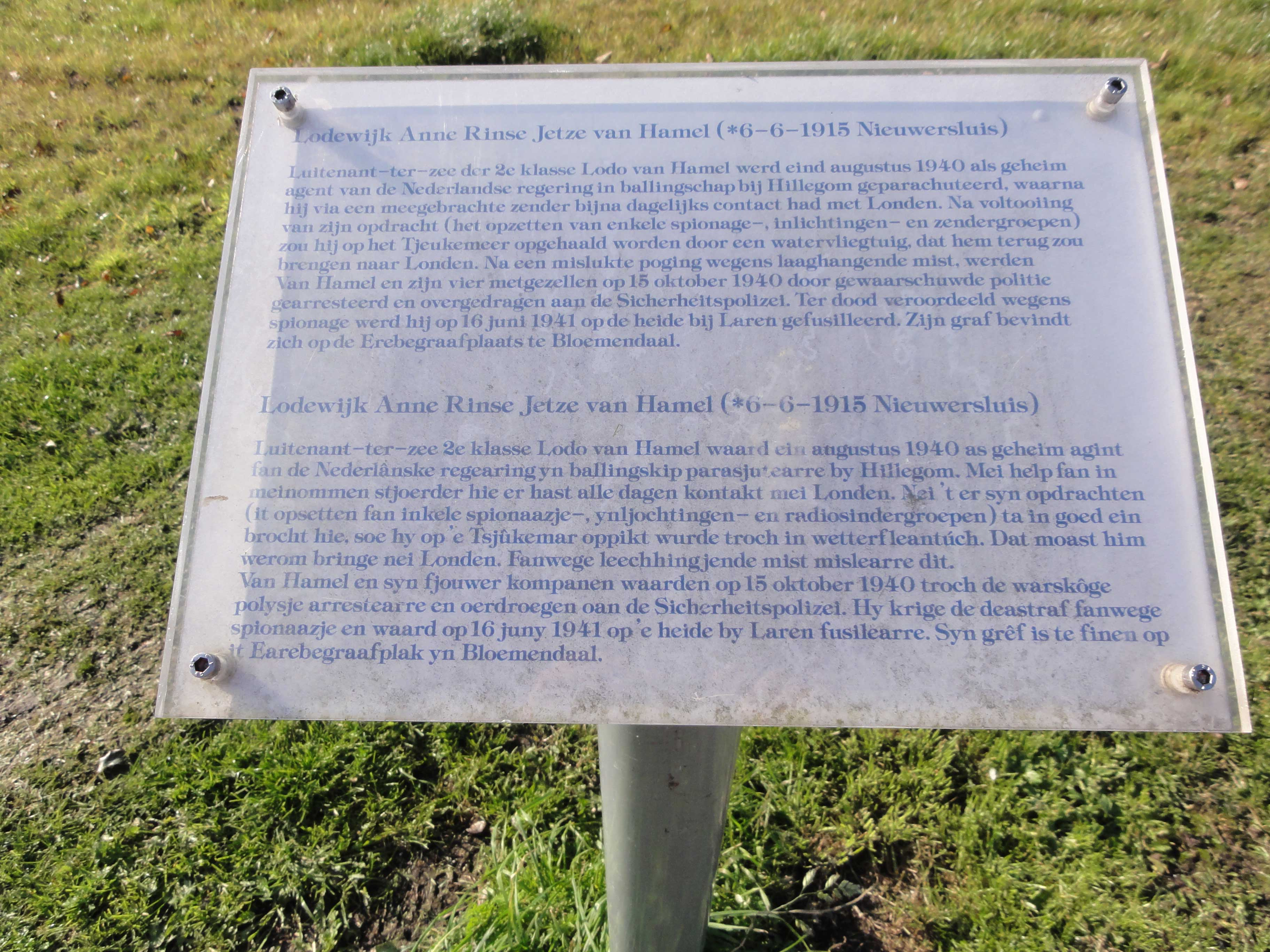
Informatie bij het Lodo van Hamelpad langs het Tjeukemeer nabij Echtenerbrug
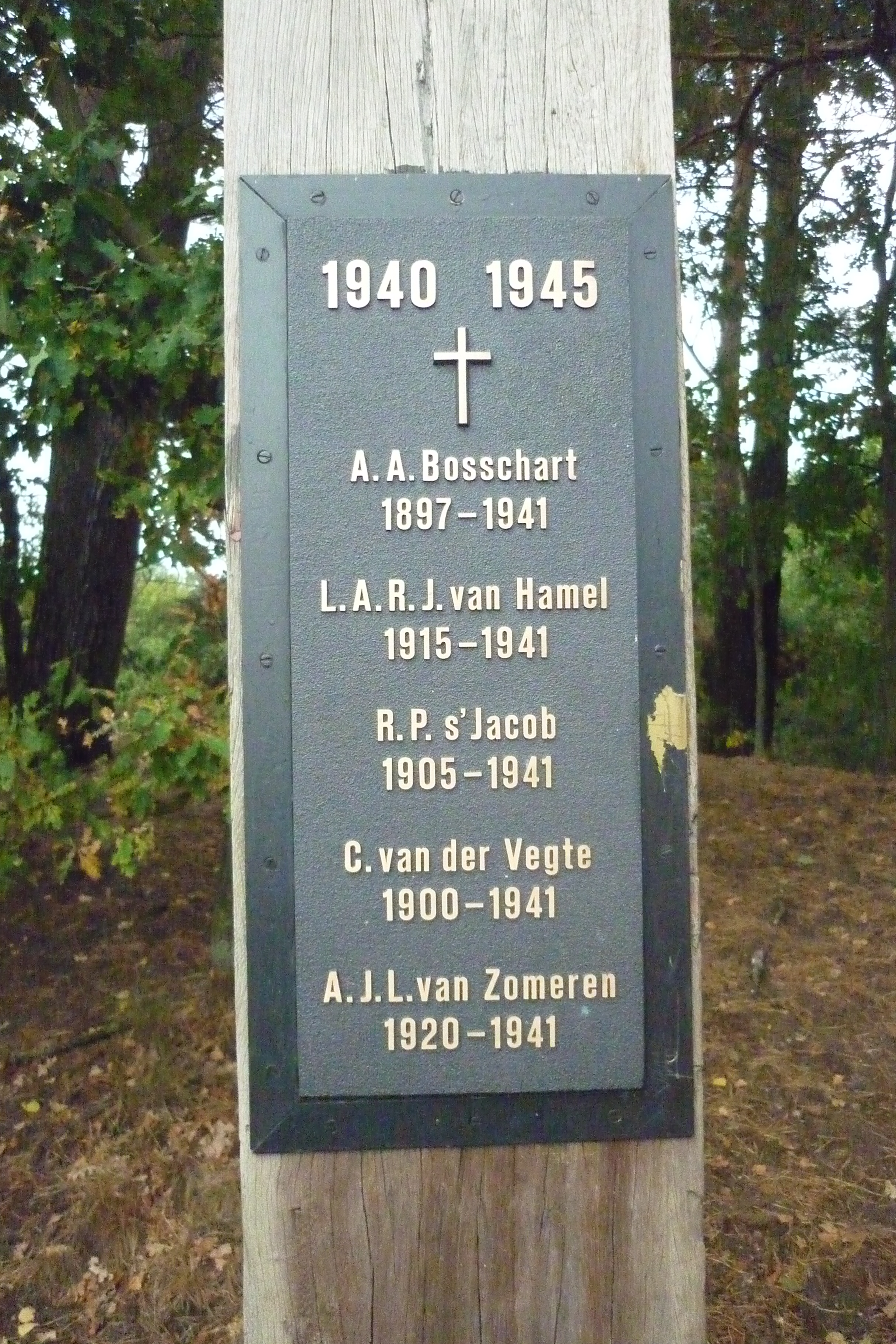
Plaquette bevestigd op gedenk kruis op Bussumerheide
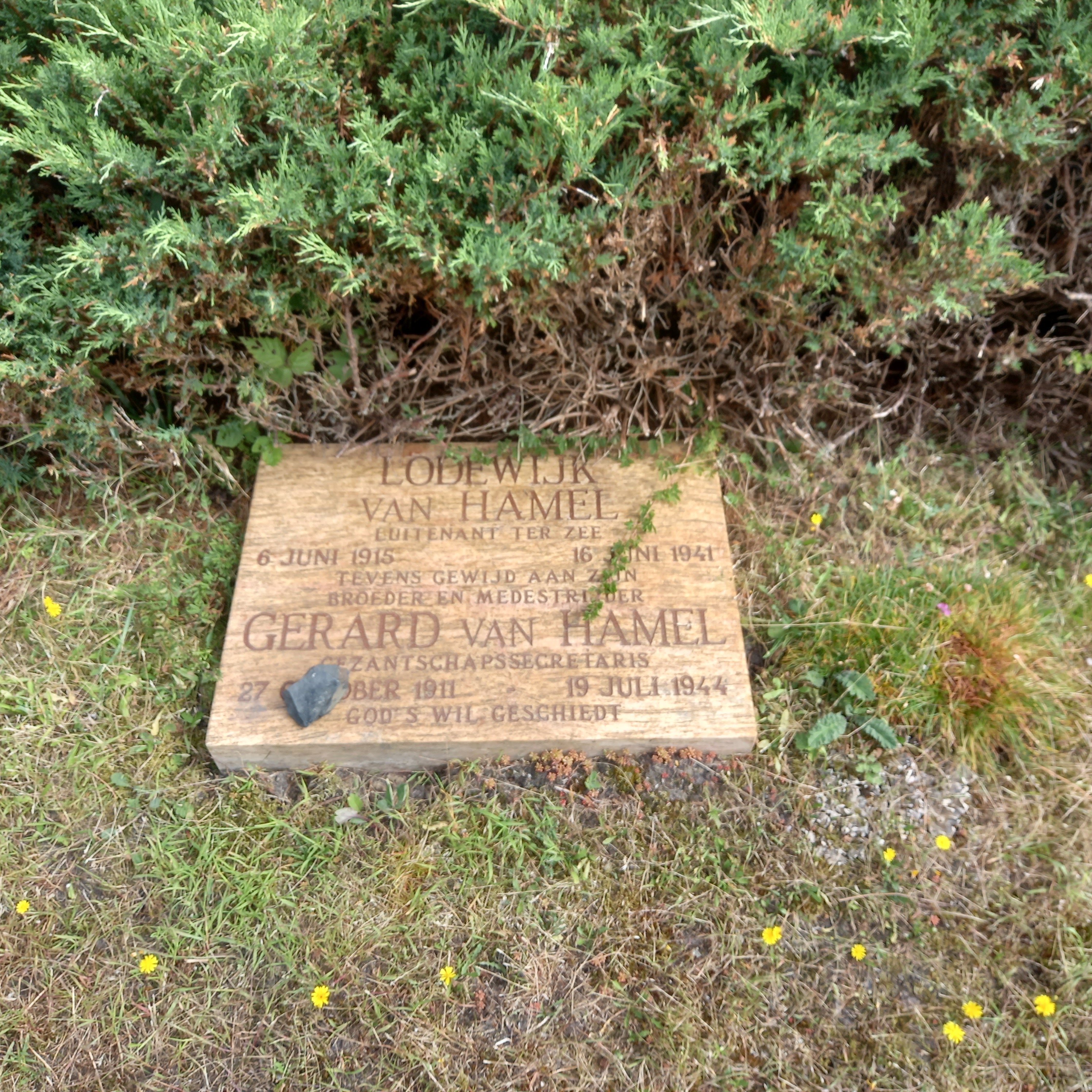
Het graf van Lodewijk van Hamel op Erebegraafplaats Bloemendaal